# Cichlasoma alborum
Cichlasoma alborum är en fiskart som beskrevs av Hubbs, 1936. Cichlasoma alborum ingår i släktet Cichlasoma och familjen Cichlidae. Inga underarter finns listade i Catalogue of Life.